# San Juan Tehuixtitlán
San Juan Tehuixtitlán är en mindre stad i Mexiko tillhörande kommunen Atlautla i delstaten Mexiko, i den centrala delen av landet. Orten hade 6 743 invånare vid folkräkningen 2010, och är kommunens näst största samhälle.
Staden är särskilt fattig i jämförelse med närliggande områden och hade innan 2016 inte tillgång till pålitlig vattenförsörjning. Staden har även stora problem med kriminalitet och har beskrivits i lokaltidningar som en farlig plats.